# 澳門2003年度頒授勳章、獎章和獎狀名單
澳門特別行政區2003年度勳章、獎章和獎狀名單於2003年12月19日由行政長官簽署行政命令，在《澳門特別行政區政府公報》公布，共有44位在個人成就、社會貢獻或服務澳門特別行政區方面有傑出表現的個人或實體獲授勳。而頒授典禮於2004年1月9日下午在澳門文化中心大劇院舉行。

## 授勳名單

### 榮譽勳章
大蓮花榮譽勳章
- 曹其真，澳門立法會主席

金蓮花榮譽勳章
- 吳福，澳區全國政協常委

銀蓮花榮譽勳章
- 王孝行
- 江榮輝
- 黃楓樺

### 功績勳章
專業功績勳章
- 李維士
- 陳錫豪
- 楊允中
- 譚錫勳

工商功績勳章
- 張立群
- 馮嘉鋈
- 黃國勝
- 蕭志偉

旅遊功績勳章
- 陳澤武
- 黃漢興

教育功績勳章
- 陳既詒，聖若瑟教區中學總務主任
- 張耀輝
- 蔡繼有，蔡高中學校長

文化功績勳章
- 陳大白
- 薛力勤

仁愛功績勳章
- 澳門明愛
- 澳門紅十字會

體育功績勳章
- 李文欽，澳門武術總會理事長
- 徐東海
- 鍾秀蘭，武術運動員

### 傑出服務獎章
英勇獎章
- 消防局
- 衛生局

勞績獎章
- 馮瑞棠
- 盧守恩
- 羅庇士，澳門郵政局局長

### 獎狀
榮譽獎狀
- 三中西榮一
- Amândio Félix Cabeleira
- Vicente José Guerreiro Serafim

功績獎狀
- 冼坤妹
- 梁綺媚
- 梁麗斯
- 陳倩玲
- 麥誠軒，第三十七屆世界職業技能競賽網頁設計項目(WEB Design)銅獎得主
- 項秉華
- 廖國敏，鋼琴家
- 廖國瑋，鋼琴家
- 潘志輝
- 謝榮瑤
- 澳門特殊奧運會